# Дорогостайский, Владислав
Владислав Дорогостайский (1614—1638) — чашник великий литовский (1636—1638) и маршалок Трибунала Великого княжества Литовского (1636), депутат сейма (1634), староста жижморский.

## Биография
Единственный сын маршалка великого литовского Кшиштофа Николая Дорогостайского (1562—1615) от второго брака с Софьей Николаевной Радзивилл (1577—1614). Мать скончалась на следующий день после его рождения, а отец — когда ему был год. Воспитывался при дворе магнатов Лещинских в городе Лешно в Великопольше.
Как и отец, Владислав Дорогостайский был ревностным последователем кальвинизма. Получил начальное образование в кальвинистских школах Влодавы и Лешно, а затем в 1632-1633 годах в университетах Лейдена и Франкера. Он не сделал блестящей карьеры, вероятно, не только из-за своих убеждений, но из-за отсутствия интереса к политике.
В 1636 году В. Дорогостайский получил должность чашника великого литовского и был избран маршалком Трибунала Великого княжества Литовского.

## Семья и дети
Был женат на кальвинистке Эльжбете Самсон-Подберезской, дочери Ежи Самсон-Подберезского, от брака с которой у него была дочь София (1635—1653). После смерти Владислава его вдова вторично вышла замуж и около 1650 года перешла в католичество.
В 1649 году Софья Дорогостайская вышла замуж за обозного великого литовского Томаша Казимира Сапегу (1621—1654). Благодаря браку он приобрел наследство угасшего рода Дорогостайских (Дорогостаи, Каменную Ошмянку и другие имения). Софья выросла при дворе биржанских Радзивиллов и после женитьбы также приняла римско-католическую веру. Однако в своих владениях она не закрывала протестантские церкви, которые работали до Шведского потопа.